# 김종철 (1983년)
김종철(한국 한자: 金鍾哲, 1983년 11월 9일 ~ )은 대한민국의 전 축구 선수이며, 포지션은 미드필더였다.